# 陶琼
陶琼，是匈牙利维斯普雷姆州所辖的一个村，总面积2.76平方公里，总人口93，人口密度33.7人/平方公里（2010年1月1日）。